# جون ر. ماكدونالد
جون ر. ماكدونالد (بالإنجليزية: John R. MacDonald)‏ هو سياسي أمريكي، ولد في 30 مارس 1857 في مورتاون في الولايات المتحدة، وتوفي في 1946.